# باشهر آباد
باشهر آباد (بالفارسية: پاشهرآباد) هي قرية أفغانية في مقاطعة خواهان التابعة لولاية بدخشان الواقعة في شمال شرق أفغانستان.